# خوان كارلوس ريال رويز
خوان كارلوس ريال رويز (بالإسبانية: Juan Carlos Real) (15 مارس 1991 بلا كورونيا في إسبانيا - ) هو لاعب كرة قدم إسباني في مركز الوسط. لعب مع ديبورتيفو لاكورونيا وسي إف آر كلوج ونادي تينيريفي ونادي هويسكا.

## روابط خارجية
- خوان كارلوس ريال رويز على موقع قاعدة بيانات كرة القدم.إي يو (الإنجليزية)
- خوان كارلوس ريال رويز على موقع Soccerway.com (الإنجليزية)
- خوان كارلوس ريال رويز على موقع AS.com (الإسبانية)